# Boonville (Indiana)
Pour les articles homonymes, voir Boonville.
La ville de Boonville est le siège du comté de Warrick, dans l’État de l’Indiana, aux États-Unis. Sa population s’élevait à 6 246 habitants lors du recensement de 2010, estimée à 6 337 habitants en 2017.

## Histoire
La ville est fondée en 1818 et nommée d’après Ratliff Boon (en), futur gouverneur de l'État. L’une des particularités de la ville est d'avoir hébergé Abraham Lincoln, qui y fit ses études de droit.

## Personnalités liées à la ville
- Monte M. Katterjohn, scénariste, né à Boonville en 1891
- Robert Roeder, biologiste moléculaire, né à Boonville en 1942

## Source
- (en) Cet article est partiellement ou en totalité issu de l’article de Wikipédia en anglais intitulé « Boonville, Indiana » (voir la liste des auteurs).